# The Walking Dead: The Ones Who Live
The Walking Dead: The Ones Who Live ist eine US-amerikanische Fernsehserie von Scott Gimple und Danai Gurira. Sie setzt unmittelbar nach dem Finale von The Walking Dead an und ist das sechste Spin-off des gleichnamigen Franchises. Die Hauptrollen werden von Andrew Lincoln und Danai Gurira verkörpert.

## Handlung
Es ist die Liebesgeschichte von Rick und Michonne Grimes, die getrennt wurden und versuchen einander wiederzufinden.

## Besetzung und Synchronisation

### Hauptbesetzung
| Rolle               | Darsteller         | Episoden  | Synchronsprecher |
| ------------------- | ------------------ | --------- | ---------------- |
| Rick Grimes         | Andrew Lincoln     | 1.01–1.06 | Viktor Neumann   |
| Michonne Grimes     | Danai Gurira       | 1.01–1.06 | Diana Borgwardt  |
| Anne „Jadis Stokes“ | Pollyanna McIntosh | 1.01–1.06 | Victoria Sturm   |

### Nebenbesetzung
| Rolle                  | Darsteller        | Episoden         | Synchronsprecher   |
| ---------------------- | ----------------- | ---------------- | ------------------ |
| Jonathan Beale         | Terry O’Quinn     | 1.01, 1.03, 1.06 | Frank Röth         |
| Donald Okafor          | Craig Tate        | 1.01             | Jan-David Rönfeldt |
| Pearl Thorne           | Lesley-Ann Brandt | 1.01, 1.03, 1.06 | Sonja Spuhl        |
| Esteban Garcia         | Frankie Quinones  | 1.01             | Jan Makino         |
| Nat                    | Matthew Jeffers   | 1.02             | Dirk Petrick       |
| Aiden                  | Breeda Wool       | 1.02             | Christina Wöllner  |
| Bailey                 | Andrew Bachelor   | 1.02             | Ricardo Richter    |
| Elle                   | Erin Anderson     | 1.02             | Bianca Krahl       |
| Benjiro                | Julian Cihi       | 1.03             | N/A                |
| Cleo Clifton           | Tessa Slovis      | 1.03             | Josephine Schmidt  |
| Gabriel Stokes         | Seth Gilliam      | 1.05             | Robin Kahnmeyer    |
| Dalton                 | Will Brill        | 1.05             | Florian Hoffmann   |
| Red                    | Ben Dickey        | 1.05             | Gerrit Schmidt-Foß |
| Tina                   | Han Van Sciver    | 1.05             | Nina Machalz       |
| Judith Grimes          | Cailey Fleming    | 1.06             | Noa Sarah Hadad    |
| Rick „R.J.“ Jr. Grimes | Antony Azor       | 1.06             | Emilia Bublies     |

## Episodenliste
| Nr. | Deutscher Titel    | Originaltitel | Erstausstrahlung USA | Deutschsprachige Erstveröffentlichung (D) | Regie                 | Drehbuch                                                             | Zuschauer (USA) |
| --- | ------------------ | ------------- | -------------------- | ----------------------------------------- | --------------------- | -------------------------------------------------------------------- | --------------- |
| 1   | Zeit               | Years         | 25. Feb. 2024        | 26. Feb. 2024                             | Bert & Bertie         | Scott M. Gimple Idee: Scott M. Gimple, Danai Gurira & Andrew Lincoln | 0,896 Mio.      |
| 2   | Vergangen          | Gone          | 3. März 2024         | 4. März 2024                              | Bert & Bertie         | Nana Nkweti & Channing Powell                                        | 0,880 Mio.      |
| 3   | Kehrt nicht wieder | Bye           | 10. März 2024        | 11. März 2024                             | Michael Slovis        | Gabriel Llanas & Matthew Negrete                                     | 0,905 Mio.      |
| 4   | Unser Handeln      | What We       | 17. März 2024        | 18. März 2024                             | Michael Slovis        | Danai Gurira                                                         | 0,876 Mio.      |
| 5   | Weist uns den Weg  | Become        | 24. März 2024        | 25. März 2024                             | Michael E. Satrazemis | Gabriel Llanas & Matthew Negrete                                     | 0,815 Mio.      |
| 6   | Ein letztes Mal    | The Last Time | 31. März 2024        | 1. Apr. 2024                              | Michael E. Satrazemis | Channing Powell                                                      | 0,852 Mio.      |

## Produktion

### Entwicklung
Die Serie wurde erstmals auf der San Diego Comic-Con im Juli 2022 von Scott Gimple, Andrew Lincoln und Danai Gurira angekündigt und soll die ursprünglich geplanten „Rick-Filme“ ersetzen, während Lincoln und Gurira ihre Rollen aus der Mutterserie übernehmen würden. Die Miniserie soll sechs Episoden beinhalten. Im Juli 2023 wurde der Titel The Walking Dead: The Ones Who Live bekanntgegeben. Scott Gimple soll dabei als Showrunner fungieren und mit Gurira das Drehbuch schreiben.

### Dreharbeiten
Die Dreharbeiten starteten am 15. Februar 2023 und dauerten bis zum 29. Mai 2023 an.